# Marcel Proulx
Pour les articles homonymes, voir Proulx.
Marcel Proulx (né le 6 mars 1946) est un homme politique canadien. 

## Biographie
Il devient, en 1999, député à la Chambre des communes du Canada, représentant la circonscription québécoise de Hull—Aylmer sous la bannière du Parti libéral du Canada. Le 16 octobre 2007, il renonce à son poste de lieutenant du Québec pour le Parti libéral. De 2008 à 2011, il est le seul député fédéral libéral au Québec hors de Montréal et Laval. 
Réélu en 2000, 2004, 2006 et en 2008, il est défait par la néo-démocrate Nycole Turmel en 2011.